# 源口瑶族乡
源口瑶族乡，是中华人民共和国湖南省永州市江永县下辖的一个乡镇级行政单位。

## 行政区划
源口瑶族乡下辖以下地区：
七工岭村、八角亭村、小河边村、黄土坳村、上村、公朝村、大坪岗村、横开河村、大田村和白俸村。